# Automeris balachowskyi
Automeris balachowskyi är en fjärilsart som beskrevs av Lemaire 1966. Automeris balachowskyi ingår i släktet Automeris och familjen påfågelsspinnare. Inga underarter finns listade i Catalogue of Life.